# Eugène Atget
Jean Eugène Auguste Atget (12. februar 1857 i Libourne, Gironde - 4. august 1927 i Paris) var en fransk fotograf.
Atget begyndte at fotografere 42 år gammel efter at have ernæret sig blandt andet som sømand og omrejsende skuespiller. Hans motiver var ofte mennesker på gaden, miljøskildringer som gør ham til en foregangsmand for dokumentarfotografiet. Walter Benjamin mente at Atgets fotos fra Paris var forløbere for det surrealistiske fotografi, og at de befriede objekterne fra deres aura.
Han dokumenterede det gamle Paris i tiden omkring 1900 med sit storformatkamera, og
hans fotografier blev benyttet som udgangspunkt for malerier, blandt andet af kunstnere som Georges Braque og Maurice Utrillo. Foruden til kunstnere solgte han sine billeder til forlag og til de franske arkiver. I surrealistiske kredse nød han stor anseelse: Marcel Duchamp og Man Ray kom til at stå ham nær.
I 1926, da Atget var 70 år, blev to af hans billeder trykt i La Révolution surréaliste, surrealisternes officielle organ. Han kom desuden til at øve indflydelse på en række af 1930'ernes amerikanske fotografer. Atget efterlod sig et omfattende billedmateriale.
- Atgets fødested i Libourne, Frankrig
- Mindeplade i rue Campagne-Première, Paris 14 
"Eugène Atget Det moderne fotografis fader boede i dette hus fra 1898 til 1927"
- Lirekassemand i Paris o. 1898
Metropolitan Museum of Art